# Барвінський Володимир Григорович
Володи́мир Григо́рович Барві́нський (25 лютого 1850, Шляхтинці — 3 лютого 1883, Львів) — український громадський діяч, видавець, історик, соціолог, журналіст, письменник (літературні псевдоніми Василь Барвінок, Ришмидинов та ін.), літературний критик і публіцист, перекладач. Син Григорія Барвінського, брат Івана, Іполита, Осипа й Олександра Барвінського.

## Життєпис
Народився 25 лютого 1850 року в селі Шляхтинці (тепер Тернопільського району, Тернопільської області) в родині священика.

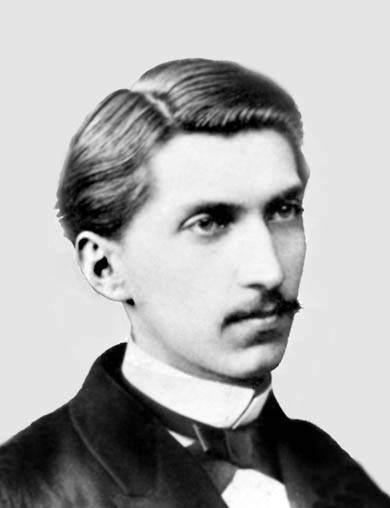
Володимир Барвінський

Навчався у народній школі рідного села, згодом у Першій тернопільській гімназії (1861–1867). Нещасливий випадок, що трапився у 14-річному віці — він упав з коня, зламав руку й пошкодив хребет, що призвело до його викривлення, призвів до психологічних комплексів та ізоляції від ровесників. З того часу Володимир усамітнився біля книжок. Своє дитинство змалював в автобіографічній повісті «Скошений цвіт» (1877).
1869 — вступив на правничий факультет Львівського університету, який закінчив 1872 року. З 1872 р. служив в адвокатських канцеляріях Львова.
Один із співзасновників товариств «Просвіта» (1868) і «Руського Товариства Педагогічного» (1881).
1876–1880 — редактор журналу «Правда». 1880–1883 — засновник і перший редактор газети «Діло» (найбільшої української газети в Галичині, що майже безперервно виходила від 1880 до 1939 р.). Працював і мешкав у редакції.
Уважався одним із провідників партії народовців у Галичині.
30 листопада 1880 — організував перше українське народне віче у Львові, учасники якого вимагали від австрійських властей поліпшення державно-економічного становища галицьких українців, надання їм політичних, економічних, культурних прав.
Барвінський був знайомий і підтримував зв'язки з Пантелеймоном Кулішем, Михайлом Драгомановим, Миколою Костомаровим.

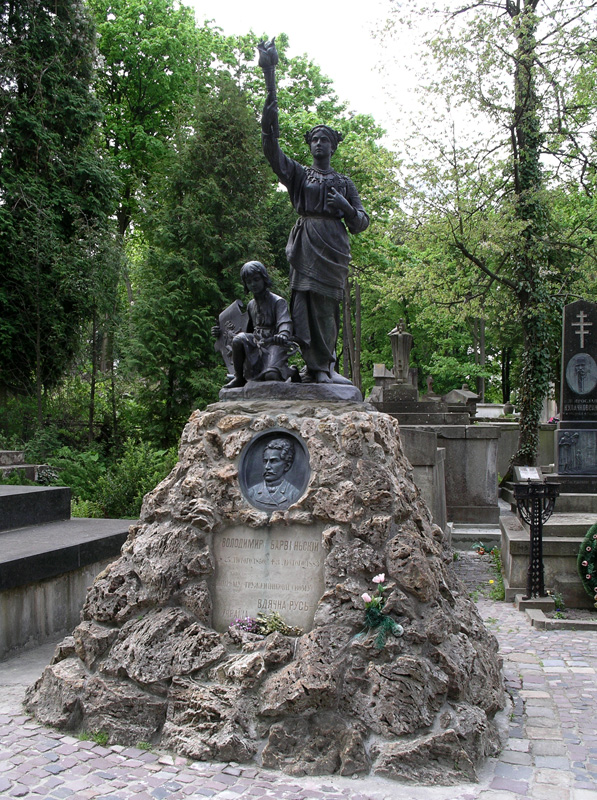
Могила Володимира Барвінського на Личаківському цвинтарі у Львові.

Помер 3 лютого 1883 року у Львові. Похований на Личаківському цвинтарі (поле № 3), поряд із гробницею Маркіяна Шашкевича. На смерть відгукнулися Іван Франко і Корнило Устиянович (І. Франко написав вірш «На смерть бл. п. Володимира Барвінського дня 22 січня (3 лютого) 1883 р.»). В 1892 році громадськість на могилі В. Барвінського поставила надгробний пам'ятник скульптора Станіслава Левандовського. Від 1993 року у Львові існує вулиця Барвінських (колишня Верховинська).

## Творчий і громадський доробок
Під псевдонімом Василь Барвінок опублікував повісті «Скошений цвіт» (1877) і «Сонні мари молодого питомця» (1879). У цих творах порушив проблеми життя українців Галичини, торкнувся болючих питань суспільного й національного розвитку, намагався вказати шляхи виходу з неволі.
Виходив за межі традиційної «селянської» теми своїх попередників і сучасників, робив прорив до зображення життя інших суспільних верств.
У середині 1870-х років написав повість «Безталанне сватання», де висвітлив характерні подробиці з життя вчительства, чиновництва, попівства, селянства, польської шляхти, в окремих епізодах (зокрема, в описах панського бенкету) вдало користувався сатиричними засобами викриття.
Повісті В.Барвінського, як і ранні оповідання «Тридцять літ тверезості», «Мужик і пан» та «Химерні любощі», розширюють наші уявлення про західноукраїнську прозу 1870-х років.
У творчому доробку письменника — переспіви сербо-хорватських народних пісень «Косове Поле» і «Сон цариці Милиці».
Видав у Львові «Бібліотеку найзнаменитіших повістей», в якій вийшли перші переклади українською мовою Чарльза Діккенса, Еміля Золя, Вальтера Скотта, Гюстава Флобера, Е. Ожешко, І. Тургенєва («Дим»), М. Гоголя («Мертві душі»).
Виступав із статтями на політичні, суспільні, культурно-освітні й літературні теми в часописах «Діло», «Правда» та з популярними книжками «Просвіти» для селян.

## Твори
- Скошений цвіт (1877, повість)
- Сонні мари молодого питомця (1879, повість)
- Безталанне сватання (повість)